# Robert Jan Stips

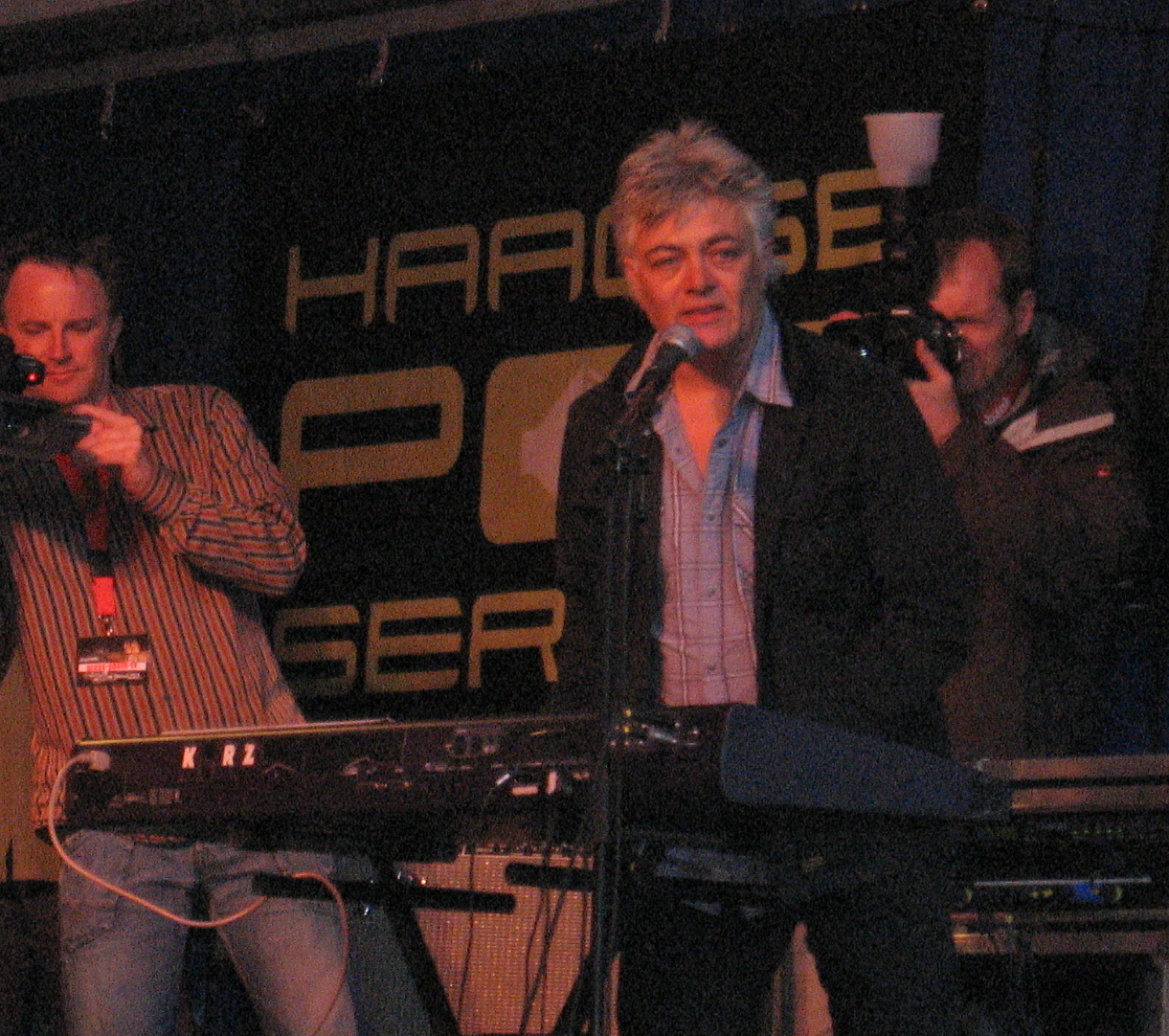
Robert Jan Stips tijdens een optreden op de Haagse Koninginnenach (2008)

Robert Jan Stips (Den Haag, 4 februari 1950) is een Nederlandse producer, componist, toetsenist en zanger bij onder andere de Nederlandse popgroep Nits. Stips is de jongere broer van programmamaker en kunstschilder Wouter Stips.

## Biografie
Stips maakte sinds eind jaren zestig naam met de band Supersister. Met deze band trad hij ook op tijdens het Holland Pop Festival. Direct na het uiteenvallen van Supersister in 1974 werd hij door de Haagse band Golden Earring gevraagd als toetsenist. Golden Earring had net een wereldhit met Radar Love gehad, en Stips speelde mee tijdens de daaropvolgende Europese en Amerikaanse Earring-tournees in 1974, 1975 en 1976. Hij speelt op twee albums van Golden Earring mee: Switch (1975) en To the Hilt (1976). Na de financieel minder succesvolle Amerikaanse tour ter promotie van To the Hilt verliet hij de band.
Met saxofonist Bertus Borgers en de Golden Earring-leden Cesar Zuiderwijk en Rinus Gerritsen nam Stips in 1975 de soloplaat Nevergreens op. Deze werd in 1976 uitgebracht onder de groepsnaam Stars & Stips. Hij trad daarna toe tot de door Borgers opgerichte groep Sweet d'Buster. In 1979 stapte Stips uit de groep en richtte zijn eigen band op, Transister, die dat jaar het album Zig Zag uitbracht. In 1981 trad Stips toe tot de Nits, met wie hij al als producer had gewerkt. Stips werd de toetsenist van de groep. Hij produceerde daarnaast groepen als Gruppo Sportivo, Cloud Nine, Himalaya en Vitesse. Ook werkte hij sinds begin jaren negentig regelmatig samen met cabaretier Freek de Jonge.
Van 1990 tot 1998 maakte Stips de muziek voor de VARA-serie 12 steden, 13 ongelukken.
In 1996 nam Stips afscheid van de Nits en begon hij de groep STIPS, die het album Egotrip uitbracht. In 1998 kwam hij met het soloalbum Greyhound en in 2000 leverde hij met 'Rembrandt 2000' een muzikale bijdrage aan de grote alternatieve Rembrandt-tentoonstelling in Den Haag.
Tussen 1999 en 2001 werkte Stips aan een muzikaal project samen met dichter/schrijver Bart Chabot en dj Ardy Besemer onder de naam De Geheelontkenners. Dit leidde tot twee singles, maar voor het album genaamd Linke Soep werd geen platenmaatschappij gevonden.
In 2000 en 2001 vonden - aanvankelijk in Amerika en daarna in Nederland - reünieoptredens plaats van de band Supersister.

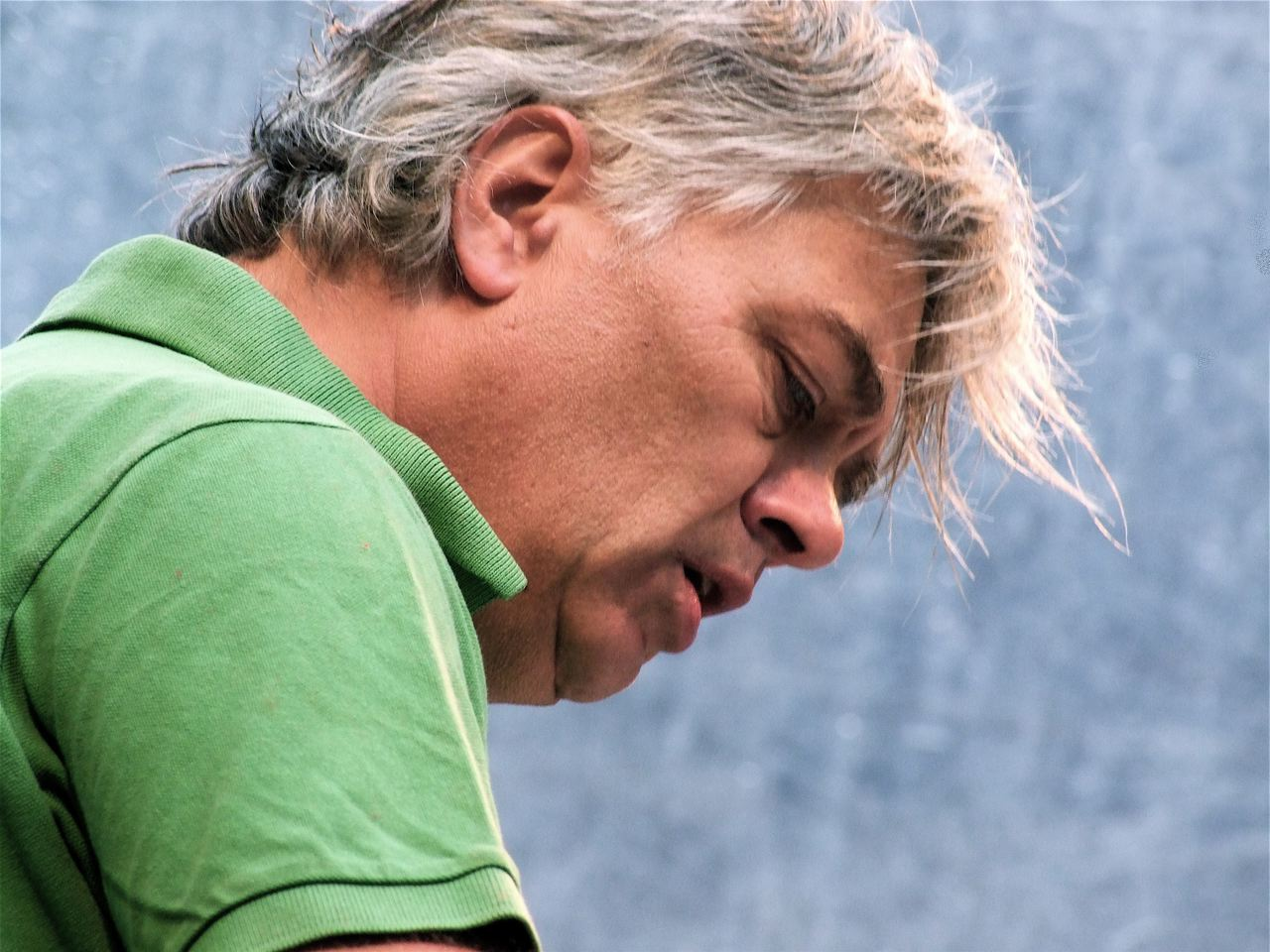
Stips tijdens een optreden op het Lange Voorhout in Den Haag

In 2003 trad Robert Jan Stips weer toe tot de Nits, ter ere van hun jubileumtournee ter gelegenheid van het dertigjarig bestaan van de groep. Stips werkte mee aan het album 1974 en werd na de tournee weer een permanent lid van de groep.
In 2005 begon Stips met incidentele solo-optredens, zichzelf begeleidend op de piano, met een keuze uit zijn ruim 300 songs omvattende repertoire. Na enkele sporadische concerten speelt Stips vanaf 2007 korte solotournees. In 2009 kwam het album ROND uit op cd en dvd. Het album bevat twee nieuwe nummers, twee covers en negen nummers uit zijn verleden, waaronder Nits, Supersister, Transister, Golden Earring en solowerk.
In januari, februari en maart 2013 trad Robert Jan Stips wederom solo op. Vanaf maart 2013 toerde hij met de Nits in Nederland en Europa om de nieuwste cd Malpensa onder de aandacht te brengen.
In 2014 werd samen met Ocobar een gelegenheidsformatie gevormd voor de uitvoering van de Rockopera 'O die zee' in Fort Rammekens (Ritthem, Zeeland). De muziek op een kleine twintig songteksten van Huub van der Lubbe (De Dijk) en Tom de Ket (de Verleiders), die ook het script en regie voor zijn rekening nam, werd door Stips verdeeld over de crème de la crème van Nederlandse popcomponisten, zowel oude als nieuwe garde. Vier nummers schreef Stips zelf, waaronder de titelsong 'O Die Zee'.
Eind 2014 maakte Stips ter gelegenheid van de grote overzichtstentoonstelling 'Een Kind van 70' van zijn broer Wouter Stips tien stukken muziek bij tien van de in het Singer Museum in Laren tentoongestelde doeken. Samen met Wouter, diens zoon Julian Stips en violiste Marieke Brokamp speelden zij onder andere in museum Breda het gelegenheidsprogramma 'Triple Stips' met gedichten en schilderijen van Wouter Stips, tekeningen van Julian Stips en muziek van Robert Jan Stips.
In 2015 ontving Stips, net als de andere Nits-leden, een koninklijk lintje.
In 2016 werkte Stips mee met het NITS/Scapino project 'TING!' ter gelegenheid van het 70-jarig bestaan van Scapino Rotterdam.
In 2017 werd met ditzelfde songmateriaal door de daartoe in het leven geroepen theaterband 'Fabelhaft' een theatertour georganiseerd onder de titel 'O Die Zee - In Concert'. Van 'Fabelhaft' is in die periode ook een cd verschenen met elf nummers uit 'O die Zee'.
In hetzelfde jaar schreef en nam Stips (met onder andere Thijs Kramer op viool) de muziek op voor de 7-delige NTR-documentaireserie 'Goede Hoop'.
Op 24 januari 2019 heeft de NPO een aflevering van het tv-programma Het uur van de wolf uitgezonden, dat ging over Robert Jan Stips. Het portret was getiteld De tovenaar van de Nederpop. In dat programma werden onder meer gesprekken gevoerd met Marco Vrolijk (drummer van Supersister) Rinus Gerritsen en Cesar Zuiderwijk (bassist en drummer van de Golden Earring), Bart Chabot, Anton Corbijn, Henk Hofstede (Nits) en Freek de Jonge. Inmiddels heeft Robert Jan van het Super Sister Project 2019 een album gemaakt met zijn muzikale vrienden. Dit album is in april 2019 uitgekomen met de titel Retsis Repus. De band is uitgebreid met twee blazers (trombones) en twee strijkers (violen). Medewerking is verleend door Marieke Brokamp, Thijs Kramer, beiden op viool; Peter Calicher (ex-Gruppo Sportivo), toetsen; Joke Geraets (ex-The Nits), zang; Rinus Gerritsen (Golden Earring), basgitaar; Bart van Gorp, trombone;
Junior Huigen, trombone; Freek de Jonge, parlando; Leon Klaasse (ex-Sweet d'Buster), drums; Rob Kloet (The Nits), drums; Robert Jan Stips: toetsen, zang; Marco Vrolijk (ex-Supersister), drums; Bart Wijtman(o.a. mrs Hips), basgitaar; Rob Wijtman, drums; Cesar Zuiderwijk (Golden Earring), drums; Henk Hofstede (The Nits), zang.Inmiddels hebben in deze uitgebreide samenstelling twee optredens plaatsgevonden en wel in het Paard te Den Haag en in Paradiso Amsterdam.

## Discografie

### Albums
| Album met eventuele hitnotering(en) in de Nederlandse Album Top 100 | Datum van verschijnen | Datum van binnenkomst | Hoogste positie | Aantal weken | Opmerkingen                       |
| ------------------------------------------------------------------- | --------------------- | --------------------- | --------------- | ------------ | --------------------------------- |
| Present From Nancy                                                  | 1970                  |                       |                 |              | Supersister                       |
| To The Highest Bidder                                               | 1971                  |                       |                 |              | Supersister                       |
| Pudding en Gisteren                                                 | 1972                  |                       |                 |              | Supersister                       |
| Iskander                                                            | 1973                  |                       |                 |              | Supersister                       |
| Superstarshine Vol. 3                                               | 1973                  |                       |                 |              | Supersister                       |
| Spiral Staircase                                                    | 1974                  |                       |                 |              | Sweet OK Supersister              |
| Switch                                                              | 1975                  | 15-3-1975             | 3               | 13           | Golden Earring                    |
| To the hilt                                                         | 1976                  | 14-2-1976             | 3               | 15           | Golden Earring                    |
| Nevergreens                                                         | 1976                  |                       |                 |              | Stars & Stips                     |
| Sweet d'Buster                                                      | 1976                  |                       |                 |              | Sweet d'Buster                    |
| Friction                                                            | 1978                  |                       |                 |              | Sweet d'Buster                    |
| Gigs                                                                | 1979                  |                       |                 |              | Sweet d'Buster, live              |
| Zig Zag                                                             | 1979                  |                       |                 |              | Transister                        |
| U.P.                                                                | 1981                  |                       |                 |              | Robert Jan Stips                  |
| Omsk                                                                | 1983                  | 02-04-1983            | 8               | 9            | Nits                              |
| Kilo                                                                | 1983                  | 03-12-1983            | 19              | 10           | Nits                              |
| Adieu sweet bahnhof                                                 | 1984                  | 13-10-1984            | 27              | 5            | Nits                              |
| Henk                                                                | 1986                  | 07-06-1986            | 45              | 10           | Nits                              |
| In the Dutch mountains                                              | 1987                  | 31-10-1987            | 9               | 27           | Nits                              |
| Hat                                                                 | 1988                  | 19-11-1988            | 11              | 30           | Nits                              |
| Urk                                                                 | 1989                  | 28-10-1989            | 2               | 29           | Nits, live                        |
| Familie Oudenrijn                                                   | 1989                  |                       |                 |              | Robert Jan Stips, soundtrack      |
| Giant Normal Dwarf                                                  | 1990                  | 20-10-1990            | 13              | 11           | Nits                              |
| Ting                                                                | 1992                  | 03-10-1992            | 14              | 12           | Nits                              |
| Hjuvi                                                               | 1992                  | -                     |                 |              | Nits met Radio Symfonie Orkest    |
| dA dA dA                                                            | 1994                  | 16-04-1994            | 27              | 8            | Nits                              |
| Dankzij de dijken                                                   | 1995                  | 25-03-1995            | 19              | 17           | Frits: Nits & Freek de Jonge      |
| Nest                                                                | 1995                  | 28-10-1995            | 34              | 14           | Nits, verzamelalbum               |
| Quest                                                               | 1995                  | -                     |                 |              | Nits                              |
| In concert                                                          | 1996                  | -                     |                 |              | Nits, livepromo                   |
| Egotrip                                                             | 1996                  |                       |                 |              | STIPS                             |
| Gemeen Goed                                                         | 1997                  |                       |                 |              | Freek de Jonge & STIPS            |
| Rapsodia                                                            | 1998                  |                       |                 |              | Freek de Jonge & STIPS            |
| Greyhound                                                           | 1999                  |                       |                 |              | Robert Jan Stips                  |
| Rembrandt 2000                                                      | 1999                  |                       |                 |              | Robert Jan Stips                  |
| Nits hits                                                           | 2000                  | -                     |                 |              | Nits, verzamelalbum               |
| M.A.N.                                                              | 2000                  |                       |                 |              | Supersister                       |
| Zig Zag/U.P.                                                        | 2000                  |                       |                 |              | dubbel-cd-heruitgave              |
| supersisterious                                                     | 2001                  |                       |                 |              | Supersister, live                 |
| Dubbelgoud                                                          | 2001                  | -                     |                 |              | Nits, verzamelalbum'''''''        |
| 1974                                                                | 2003                  | 22-11-2003            | 95              | 1            | Nits                              |
| Les nuits                                                           | 2005                  | 31-10-2005            | 63              | 8            | Nits                              |
| Doing the dishes                                                    | 2008                  | 26-01-2008            | 8               | 9            | Nits                              |
| Truce Diaries                                                       | 2008                  |                       |                 |              | Nits, demo's, bij boek            |
| ROND, Piano & Songs                                                 | 2009                  |                       |                 |              | Robert Jan Stips, cd + dvd        |
| Retsis Repus                                                        | 2019                  |                       |                 |              | Supersister Projekt 2019, cd + lp |

### Singles
| Single met eventuele hitnotering(en) in de Nederlandse Top 40 | Datum van verschijnen | Datum van binnenkomst | Hoogste positie | Aantal weken | Opmerkingen                       |
| ------------------------------------------------------------- | --------------------- | --------------------- | --------------- | ------------ | --------------------------------- |
| She Was Naked                                                 | 1970                  | 30-5-1970             | 11              | 7            | Supersister                       |
| Fancy Nancy                                                   | 1970                  |                       |                 |              | Supersister                       |
| A Girl Named You                                              | 1971                  | 27-2-1971             | tip             |              | Supersister                       |
| No Tree Will Grow (on Too High a Mountain)                    | 1972                  |                       |                 |              | Supersister                       |
| Radio                                                         | 1972                  | 27-5-1972             | 21              | 5            | Supersister                       |
| Wow                                                           | 1973                  |                       |                 |              | Supersister                       |
| Bagoas                                                        | 1973                  | 6-10-1973             | tip             |              | Supersister                       |
| Ce soir                                                       | 1975                  | 01-03-1975            | 5               | 8            | Golden Earring                    |
| Coconut Woman                                                 | 1975                  | 9-8-1975              | 20              | 4            | Sweet OK Supersister              |
| Sleepwalkin'                                                  | 1976                  | 24-01-1976            | 5               | 8            | Golden Earring                    |
| To the hilt                                                   | 1976                  | 15-05-1976            | tip             |              | Golden Earring                    |
| Steady as a rock                                              | 1979                  |                       |                 |              | Transister                        |
| Money Makers                                                  | 1981                  |                       |                 |              | Robert Jan Stips                  |
| How The West Got Lost                                         | 1982                  |                       |                 |              | Robert Jan Stips                  |
| Red Tape                                                      | 1982                  | 01-03-1982            | 24              | 4            | Nits                              |
| Nescio                                                        | 1983                  | 26-03-1983            | 8               | 8            | Nits                              |
| Sketches of Spain                                             | 1983                  | 10-12-1983            | 24              | 4            | Nits                              |
| In the Dutch mountains                                        | 1987                  | 24-10-1987            | 14              | 8            | Nits                              |
| J.O.S. days                                                   | 1988                  | 06-02-1988            | 23              | 5            | Nits                              |
| The dream                                                     | 1988                  | 03-12-1988            | 26              | 5            | Nits                              |
| The train                                                     | 1989                  | 18-02-1989            | tip6            | -            | Nits                              |
| Adieu sweet bahnhof (Live)                                    | 1989                  | 18-11-1989            | 26              | 5            | Nits                              |
| Home before dark                                              | 1990                  | 17-03-1990            | tip13           | -            | Nits                              |
| Radio shoes                                                   | 1990                  | 06-10-1990            | tip3            | -            | Nits                              |
| Giant normal dwarf                                            | 1990                  | 15-12-1990            | tip17           | -            | Nits                              |
| Soap bubble box                                               | 1992                  | 10-10-1992            | 37              | 3            | Nits                              |
| Dankzij de dijken                                             | 1994                  | 15-04-1995            | tip6            | -            | Frits: Nits & Freek de Jonge      |
| She Was Naked                                                 | 1996                  |                       |                 |              | STIPS                             |
| Dance Your Dance                                              | 1996                  |                       |                 |              | STIPS                             |
| Leven Na De Dood                                              | 1997                  | 12-07-1997            | 1               | 23           | Freek de Jonge & STIPS            |
| Heer Heb Meelij Met De Belgen                                 | 1997                  |                       |                 |              | Freek de Jonge & STIPS            |
| Tem Me Dan                                                    | 1998                  |                       |                 |              | Freek de Jonge & STIPS            |
| Bello De Hond                                                 | 1998                  |                       |                 |              | Freek de Jonge & STIPS            |
| Humphrey Suikerbosje                                          | 1998                  |                       |                 |              | Freek de Jonge & Robert Jan Stips |
| Euroland 2000                                                 | 1999                  |                       |                 |              | Robert Jan Stips                  |
| Was It Love?                                                  | 1999                  |                       |                 |              | Robert Jan Stips                  |
| Huisman                                                       | 1999                  |                       |                 |              | Geheelontkenners                  |
| Hotsenklotsen (En Lekker)                                     | 2001                  |                       |                 |              | Geheelontkenners                  |
| The Flowers                                                   | 2008                  | 26-01-2008            | 88              | 1            | Nits                              |

### Dvd's
| Dvd's met hitnoteringen in de Nederlandse Music Top 30   | Datum van verschijnen | Datum van binnenkomst | Hoogste positie | Aantal weken | Opmerkingen |
| -------------------------------------------------------- | --------------------- | --------------------- | --------------- | ------------ | ----------- |
| Stips plays Supersister - Present to the highest pudding | 2016                  | 16-04-2016            | 3               | 6            |             |

### NPO Radio 2 Top 2000
| Nummer met noteringen in de NPO Radio 2 Top 2000 | '99 | '00-'01 | '02 | '03  | '04  | '05 | '06  | '07  | '08  | '09  | '10  |
| ------------------------------------------------ | --- | ------- | --- | ---- | ---- | --- | ---- | ---- | ---- | ---- | ---- |
| Leven na de dood (met Freek de Jonge)            | 790 | -       | 859 | 1067 | 1034 | 871 | 1141 | 1134 | 1087 | 1465 | 1737 |

1. ↑  Een '-' betekent dat het nummer niet was genoteerd en een vetgedrukt getal geeft de hoogste notering aan.
2. ↑  Deze tabel is bijgewerkt tot en met de laatste editie (2024).